# Мюнте, Хольм
Хольм Хансен Мюнте (норв. Holm Hansen Munthe; 1 января 1848 — 23 мая 1898) — норвежский архитектор, работавший в драгестиле.

## Биография

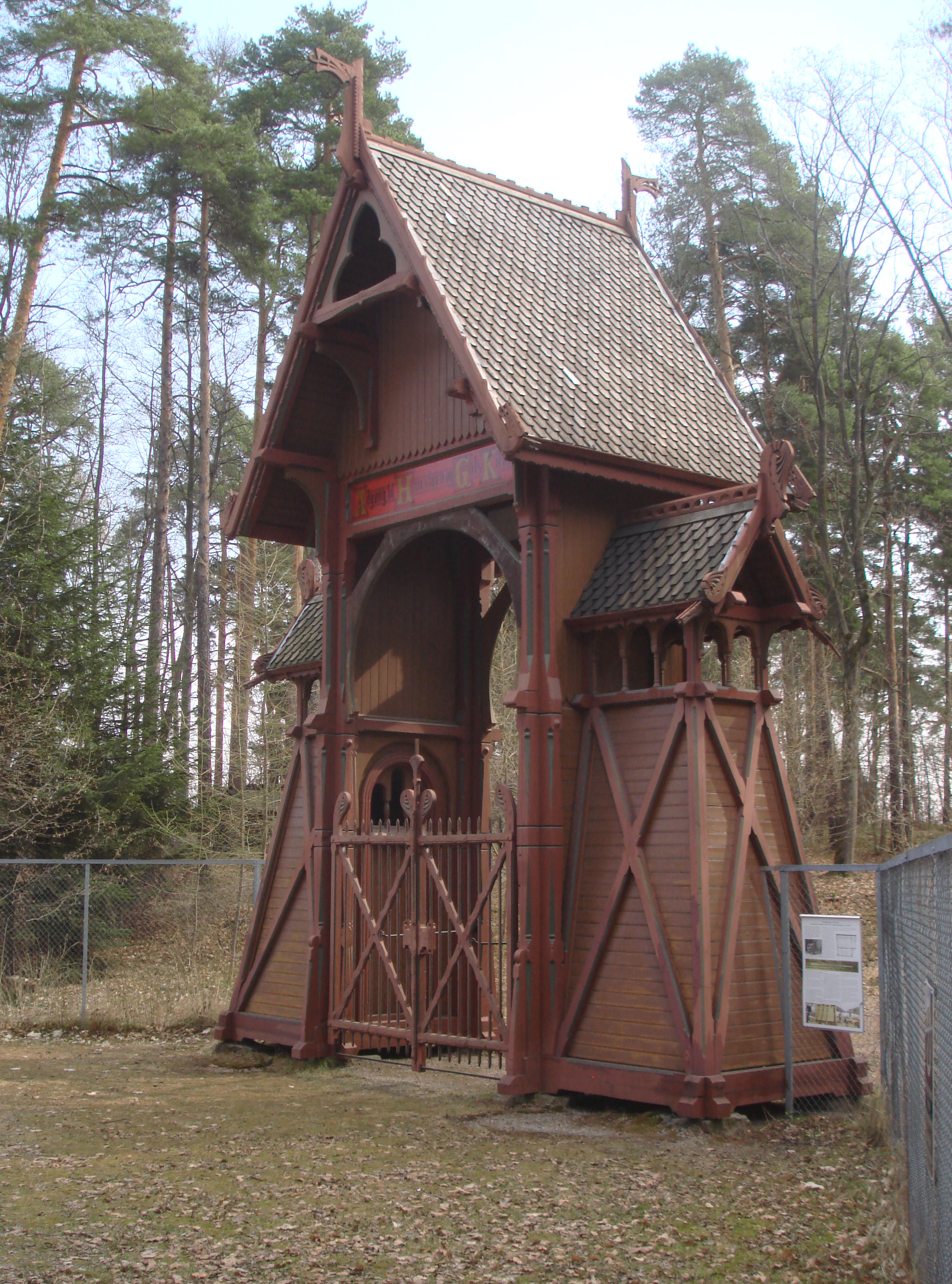
Ворота Короля Оскара II, фото 2011 год

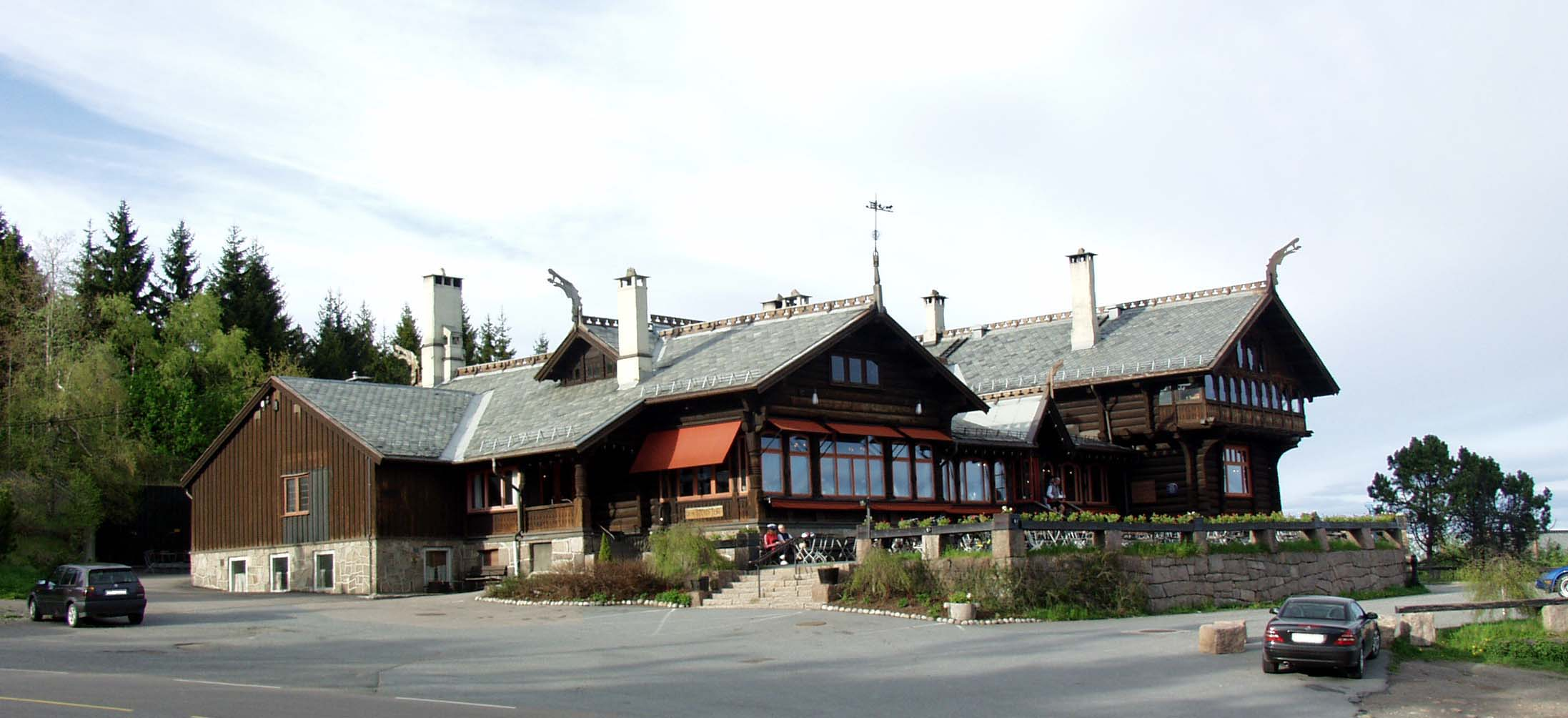
Ресторан Фрогнерсетерен, фото 2005 год

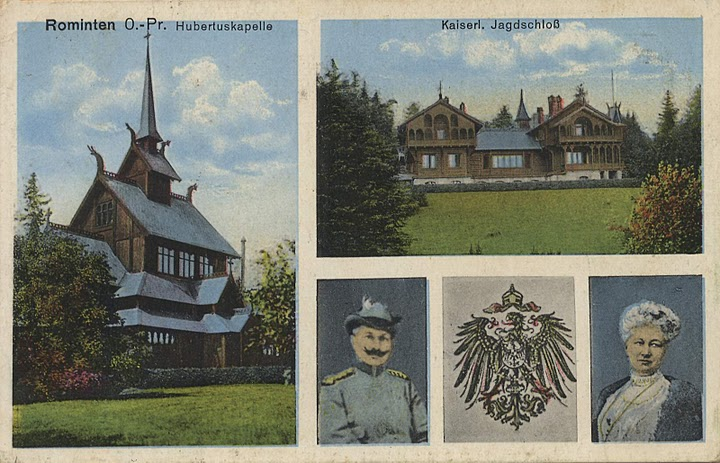
Почтовая открытка. Охотничья усадьба кайзера Вильгельма II в Роминте

Хольм Мюнте родился в семье государственного деятеля, министра обороны Норвегии (трижды с перерывами 1877—1879, 1880—1881 и 1881—1884 годах) Адольфа Фредерика Мюнте, и его супруги Эмилии Карен, урождённой Хансен. Он родственник норвежского художника Герхарда Мюнте.
Путь становления Хольма Мюнте как архитектора был типичным для Норвегии того времени. В начале 1870-х годов Мюнте работал подмастерьем в архитектурной мастерской, он также учился в Королевской школе рисования (Tegneskolen) у немецко-норвежского архитектора и графика Вильгельма фон Ханно. В 1872—1877 годах обучался в Ганноверском университете (Polytechnische Institut) в Германии, и до 1878 года был подмастерьем у архитектора из Хильдесхайма Конрада Вильгельма Хасе.
По возвращении в Норвегию Мюнте имел совместную архитектурную практику с Хенриком Ниссеном в 1878—1885 годах. В основном они занимались возведением церквей, когда к ним обратился заказчик Ингебригт Хольм. Ингебригт Хольм был врачом из Ларвика, в окрестностях минерального озера Фаррис, и популяризатором бальнеотерапии. В 1881—1883 годах по договору были построены два объекта. В Вике, пригород Осло, был построен купальный комплекс «Христиания Бад», снесён в начале 1930-х. В Ларвике был построен санаторий «Ларвик Бад», включающий купальни, спа-салон, столовую, музыкальный зал, библиотеку, бильярдную. «Ларвик Бад» был выполнен с национальными особенностями и стал прелюдией к развитию так называемого драгестиля, дословно стиль дракона. Это здание тоже утрачено.
В 1883 году Мюнте выполнил ещё одну работу оказавшую развитие драгестиля. По заказу компании «Saugbrugsforeningen», крупнейшего на тот момент предприятия занимающегося лесозаготовками, были построены ворота, служившие проходом на выставку искусства и промышленности на территории Королевского дворца в Осло. Впоследствии они получили название ворота Короля Оскара II, поскольку были перенесены в личную королевскую коллекцию национального деревянного зодчества. Эта коллекция послужила основой для Норвежского народного музея, сами ворота одно время использовались как вход в музей под открытым небом.
Тем временем дела Ингебригта Хольма пошли в гору. В 1887 году он обратился к Мюнте с идеей воплощения своих замыслов в области рекреационного туризма. В 1889 году были построены два объекта в Хольменколлене — гостевой дом «Пейсестуэн» у пруда для лодочных прогулок. И спортивно-оздоровительный комплекс «Хольменколлен Туристхотел», пользовавшийся популярностью летом и зимой. В зимний сезон, в не последнюю очередь, из-за возведения в 1892 году в Хольменколлене лыжного трамплина. В 1895 году в ночь на 31 марта «Хольменколлен Туристхотел» был практически полностью уничтожен огнём, из-за пожара, возникшего в результате небрежного использования восковых свечей, осталось только здание ресторана. В 1894 в Хольменколлене был построен «Хольменколлен Санаториум», ныне Отель Холменколлен Парк по проекту Бальтазара Ланге, он частично заменил уничтоженное огнём. В 1896 году по проекту архитектора Уле Сверре там же был построен «Хольменколлен Туристхотел II», который погиб в огне в 1909 году.
В 1890—1891 годах по инициативе муниципальных властей Осло были созданы ещё два творения в стиле дракона по проектам Хольма Мюнте. Оба здания имели функциональное значение ресторанов расположенных в местах, где всегда было много туристов и местных жителей.
Первый объект «Ресторан Санкт-Хансхёуген», был расположен в одноимённом парке, давшем название одному из районов Осло. Здание погибло в огне в 1936 году.
Второй объект «Ресторан Фрогнерсетерен» был построен в одноимённой местности в окрестностях Осло. Это здание является наиболее известным произведением Хольма Мюнте. Оно сохранилось до наших дней, но не в первоначальном виде. В 1909 году, уже после смерти Хольма Мюнте, здание было частично перестроено и увеличена его площадь при участии Бальтазара Ланге.
В 1890 году Хольменколлен, во время государственного визита в Осло, посетил Прусский Кайзер Вильгельм II. Он был тронут увиденным, и отдал распоряжение на строительство в Пруссии зданий в том же стиле.
Так, в 1891—1895 годах по проекту Хольма Мюнте, в окрестностях Потсдама на берегу реки Хафель была построена матросская станция Kongsnæs для речных прогулок. Она состояла из апартаментов Вильгельма II и нескольких зданий для обслуживающего персонала. Большая часть строений погибла во время Второй мировой войны.
Второй комплекс зданий был построен в Роминтенской пуще, ныне в окрестностях посёлка Радужное (Роминты), Калининградская область. В этом месте раньше находились охотничьи угодья правящих особ. Вильгельм II распорядился построить здесь охотничью усадьбу. Архитекторами были Хольм Мюнте и Уле Сверре. Здания были собраны в Норвегии, затем разобраны и погружены на корабли и переправлены через Балтийское море в Кёнигсберг. Дальнейшая доставка осуществлялась железнодорожным транспортом. Работы по строительству были завершены в 1893 году. Усадьба также сильно пострадала в годы войны.
С 1885 года Мюнте преподавал в Королевской школе рисования (Tegneskolen). Мюнте был председателем союза инженеров и архитекторов Норвегии, а также членом правления Норвежского музея архитектуры. В 1898 году Хольм Мюнте был назначен главным архитектором Осло, но он умер, так и не вступив в должность, в возрасте 50 лет. В этом году он закончил постройку в Осло двух школ из красного кирпича. На посту главного архитектора его заменил соратник Бальтазар Ланге. Бальтазар Ланге и Олле Сверре, которые работали в Хольменколлене считаются учениками и последователями Мюнте в стиле дракона, но они также были успешны в других архитектурных стилях. Ещё один ученик Мюнте успешно работавший в драгестиле Карл Мартин Норум.

## Галерея

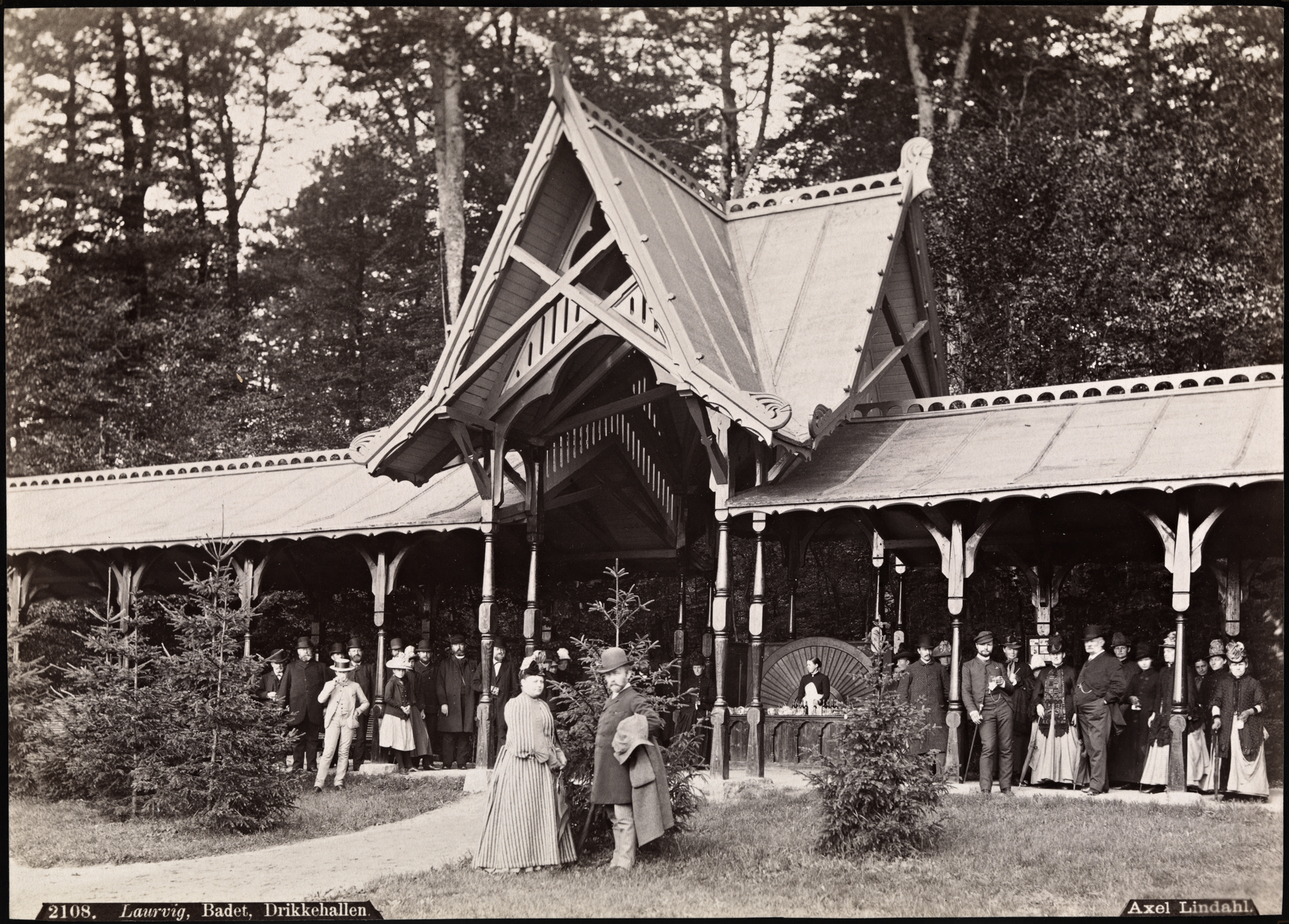
Лаурвик Бад, фото 1880—90-е годы
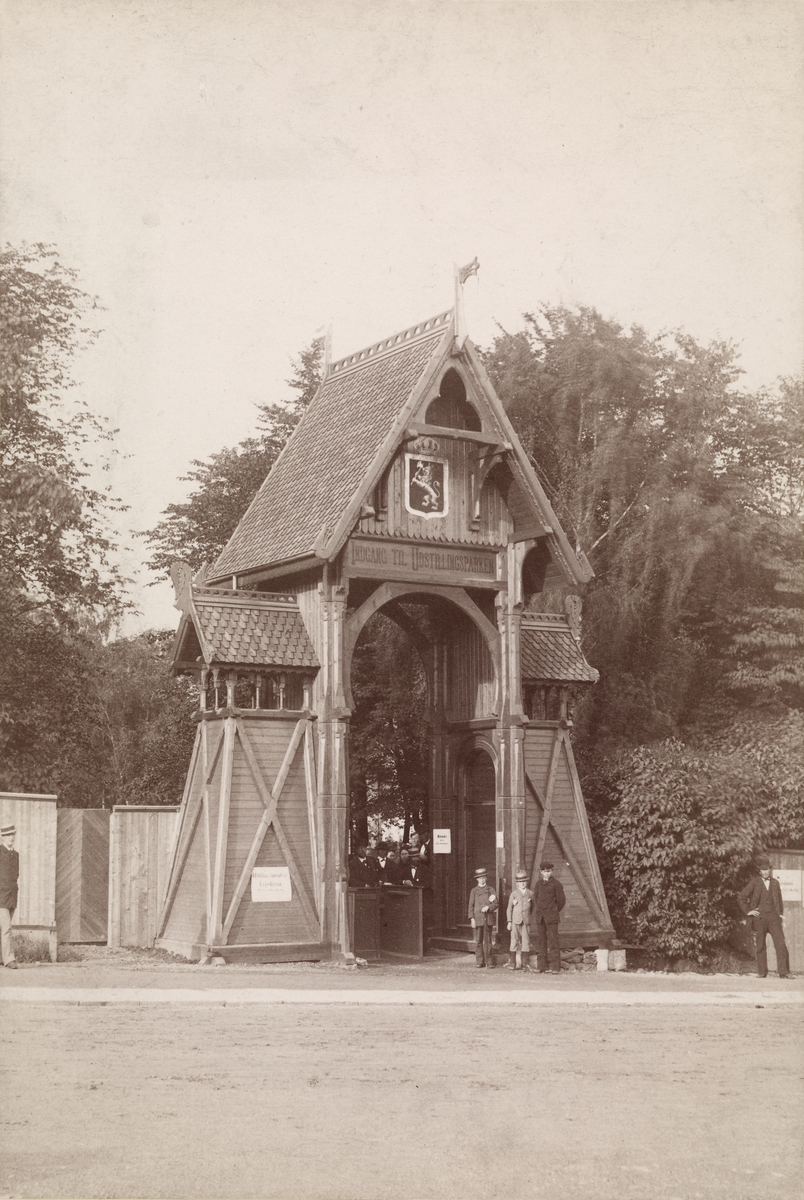
Ворота короля Оскара II, фото 1883 год
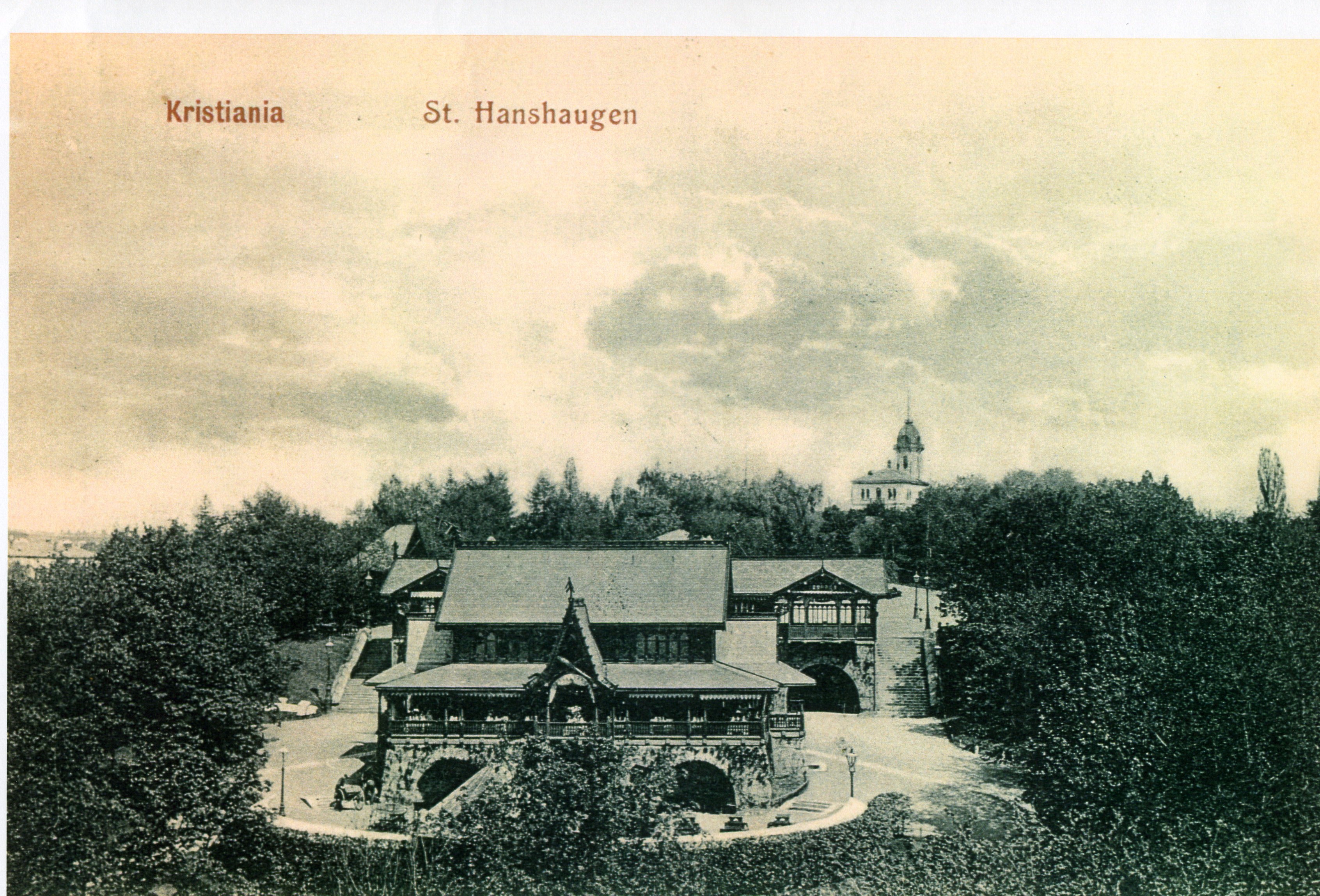
«Ресторан Санкт-Хансхёуген», фото 1900-е годы
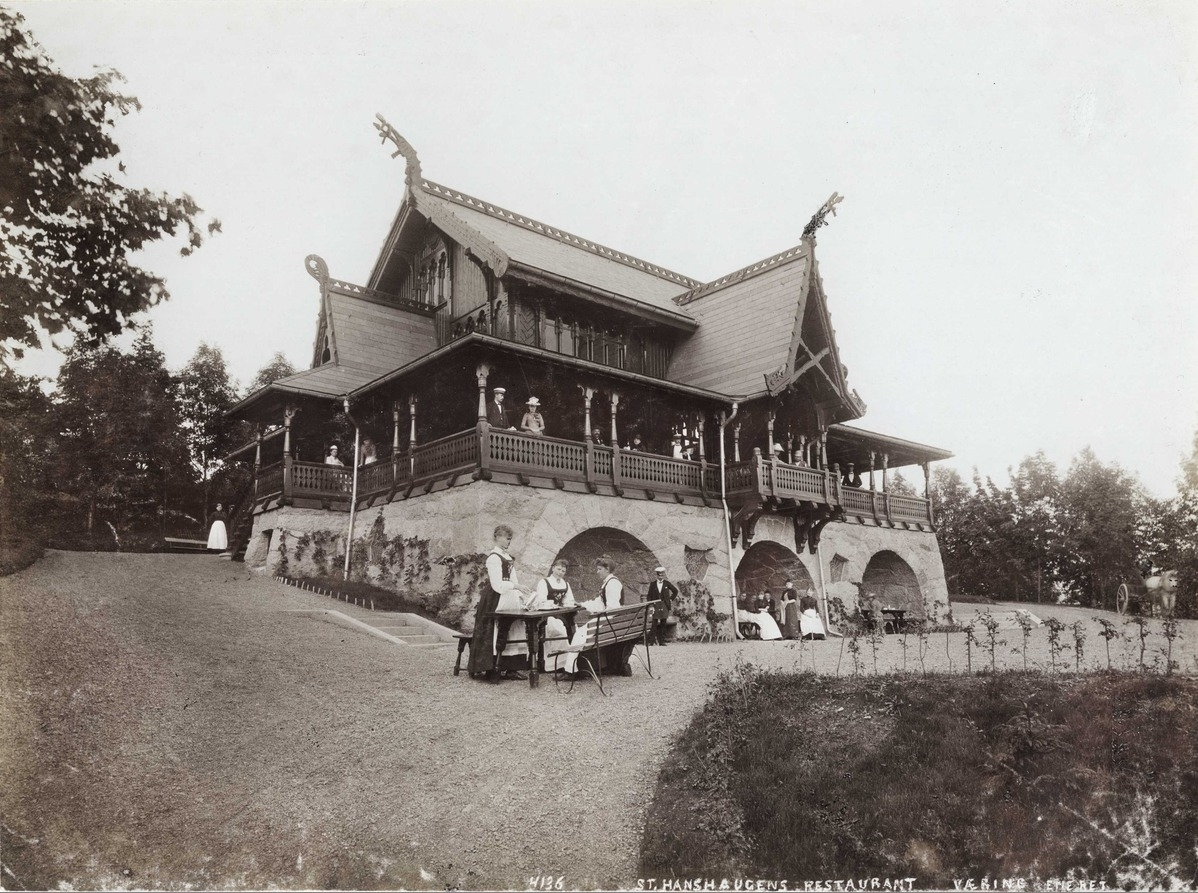
«Ресторан Санкт-Хансхёуген», фото 1900-е годы
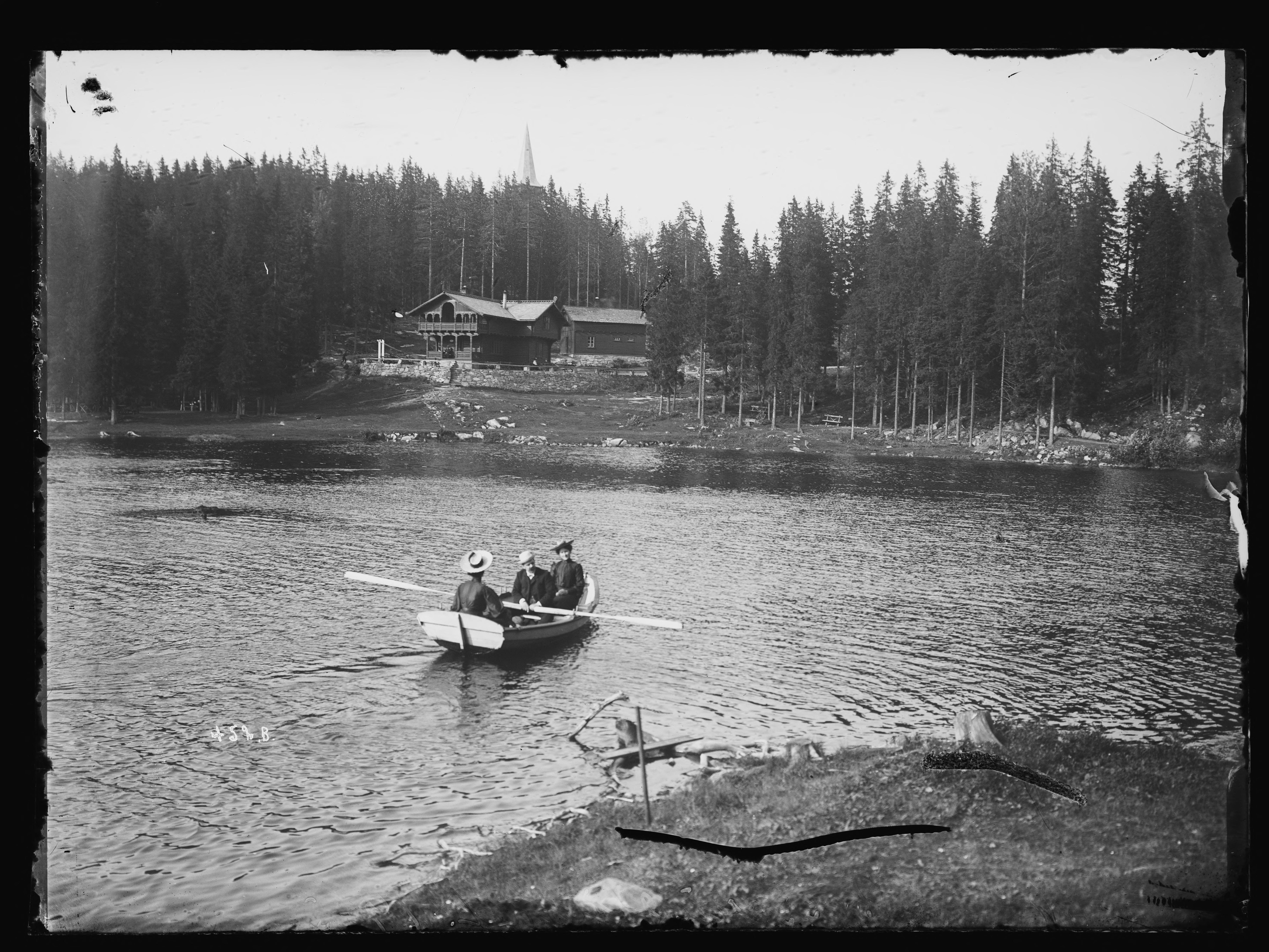
Гостевой дом «Пейсестуэн», фото 1890-е годы
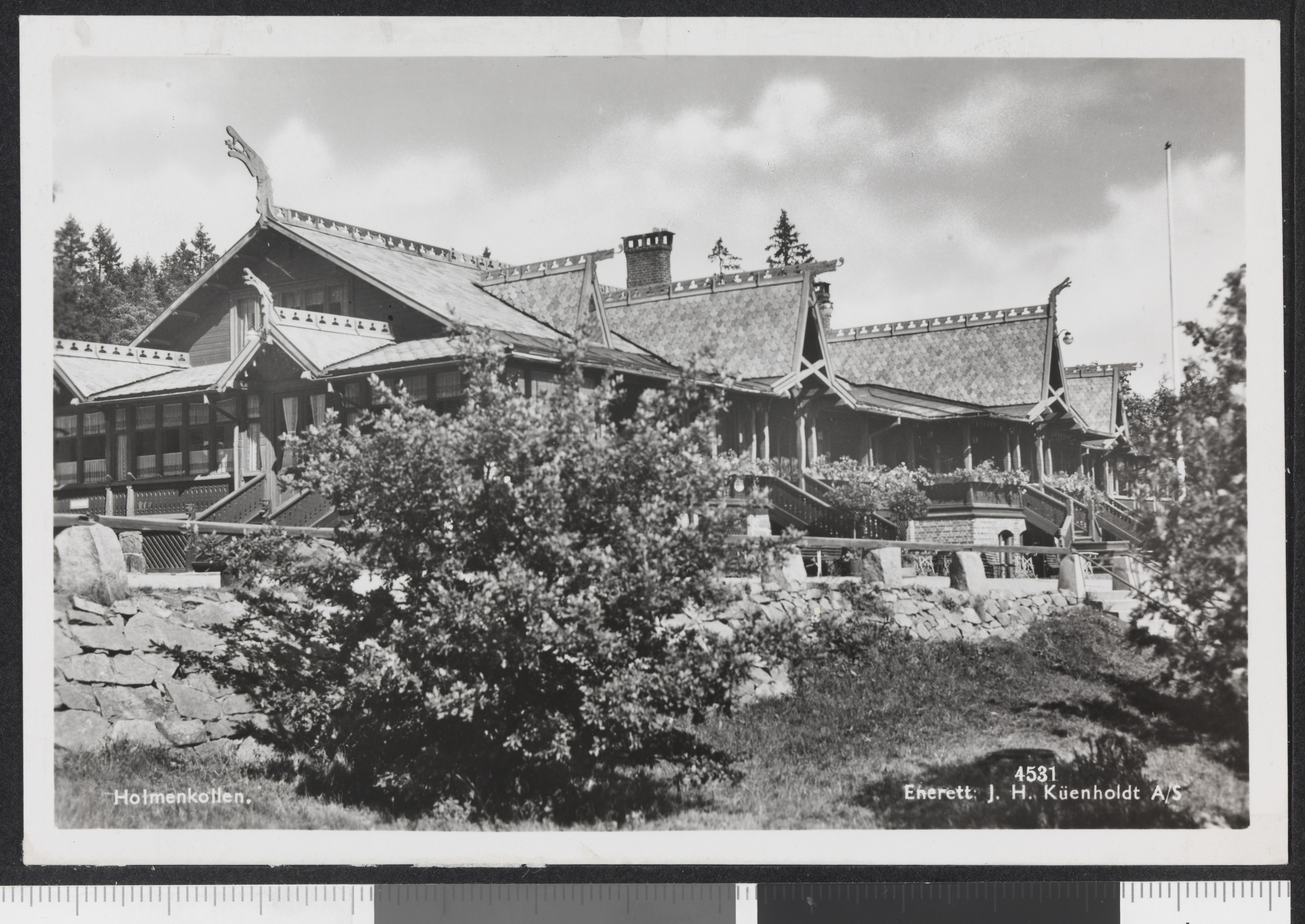
«Спортсстуэн», фото 1890-е годы
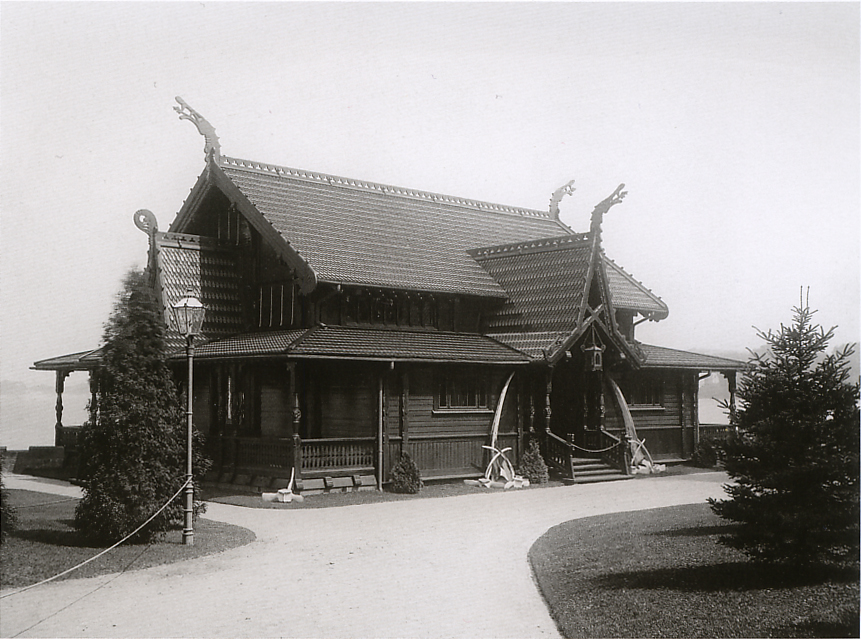
Матросская станция Kongsnæs, фото 1910-е годы